# Štirn
Štirn je priimek več znanih Slovencev:
- Alojz Štirn, amaterski slikar (mdr. gorskih vrhov, na Triglavu...)
- Darja Štirn Koren, pedagoginja
- Eva Štirn, jazz-pevka
- Igor Štirn, kineziolog, doc. FŠ/plavanje, športni delavec, vaterpolski trener
- Janez Štirn (*1966), smučarski skakalec
- Jože Štirn (1934 - 2021), oceanograf, morski biolog
- Jurij Štirn (1925 - 2020), letalec, 1. direktor Aerodroma Ljubljana
- Karel Štirn (1910 - 2004), kolesar, osebnost Vrhnike
- Majda Štoviček Štirn - Baby (1934 - 2024), novinarka
- Martina F. Štirn (Martina Fukuhara Štirn) (*1971), psihologinja, mag. umetnosti; doula, plesalka, slikarka, lutkarica
- Pavle Štirn, ornitolog
- Petra Štirn Janota, pedagoginja, psihoterapevtka
- Rok Štirn, glasbenik pozavnist
- Senja Štirn, nevropsihologinja
- Slavica Štirn, pesnica (haiku), amaterska slikarka
- Žan Luka Štirn (*1997), golfist